# 尼尔·霍尼
尼尔·霍尼（英語：Neil Honey，1963年4月4日—），澳大利亚男子田径运动员。他曾代表澳大利亚参加1986年和1990年英联邦运动会田径比赛，其中1986年英联邦运动会获得一枚铜牌。